# 阿登馬
阿登馬（荷蘭語：Ardenner），一種古老的挽马品種，起源於比利時、盧森堡與法國之間的阿登地區。它們骨骼粗壯，四肢厚實，經常被用來協助拖拉物品及運貨的工作。它的血統可以上追到古羅馬時代。

## 歷史

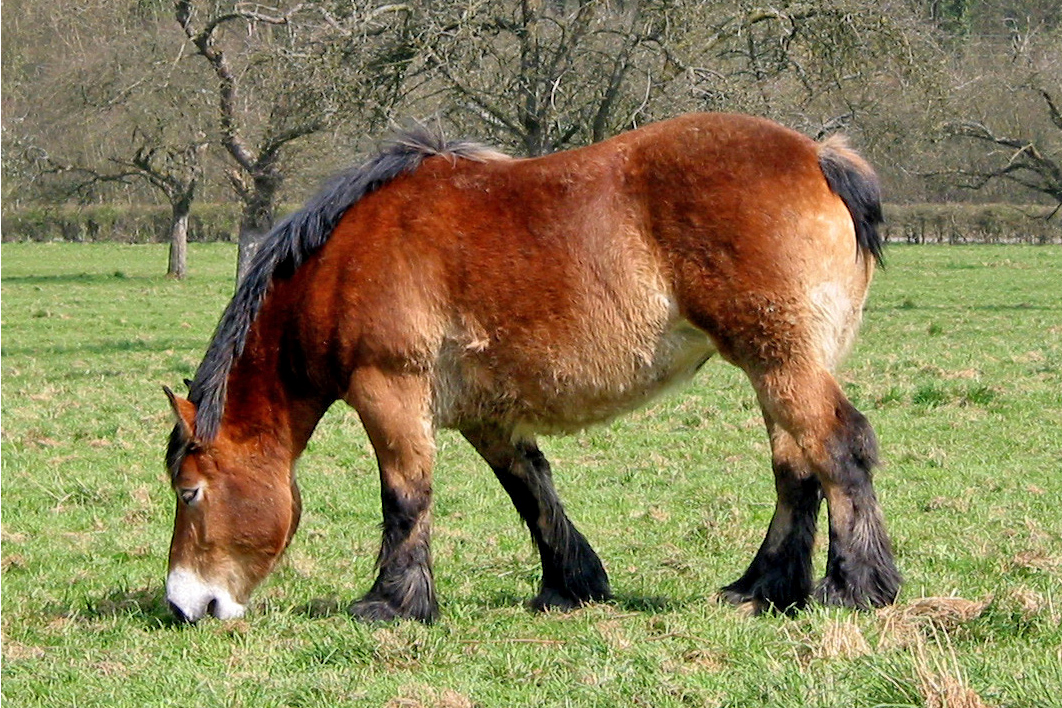
阿登馬

## 用途

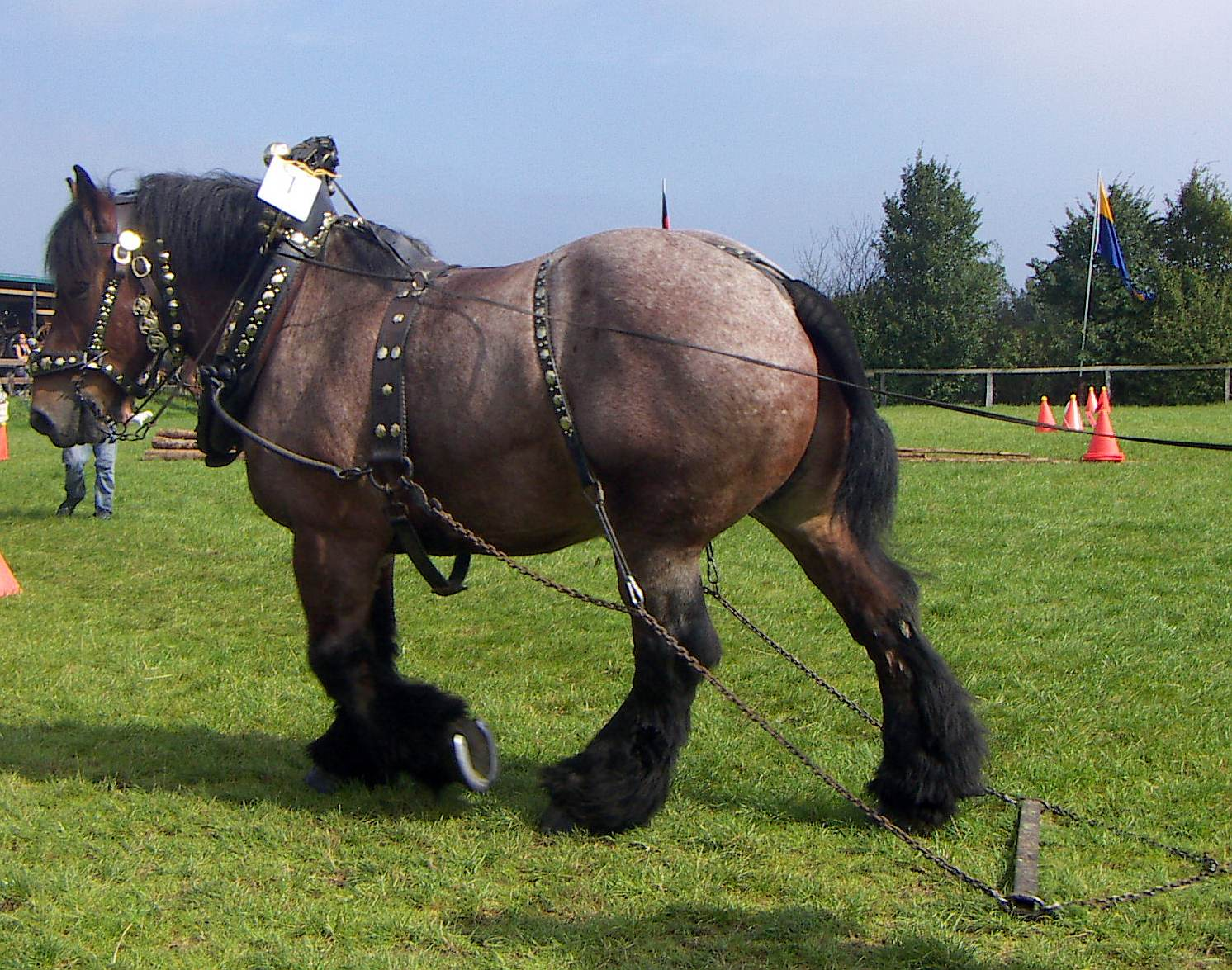
農耕用的阿登馬

11世紀時，阿登馬被用於戰爭中，由騎士騎乘，曾參加十字軍東征。